# Mirnyj (udde)
Mirnyj är en udde i Antarktis. Den ligger i Östantarktis. Australien gör anspråk på området.
Terrängen inåt land är kuperad söderut, men österut är den platt. Havet är nära Mirnyj norrut. Trakten är glest befolkad. Närmaste befolkade plats är Mirny Station, 1,2 kilometer sydväst om Mirnyj. 